# Hans Sommer
Pour les articles homonymes, voir Sommer.
Ne pas confondre avec le composition américain d'origine allemande Hans Sommer (1904-2000).
Hans Sommer (Hans Friedrich August Zincken, surnommé Sommer, né le 20 juillet 1837 à Brunswick, mort le 26 avril 1922 dans la même ville) est un compositeur et un mathématicien allemand.

## Biographie
Après la mort prématurée de son père Otto Gustav Zincken, surnommé Sommer (28 mars 1809-9 janvier 1840), fils du médecin de la Cour de Brunswick et entomologiste Julius Leopold Zincken surnommé Sommer, Hans Sommer grandit à partir de 1845 dans la famille de son beau-père, le fabricant Peter-Wilhelm von Voigtländer (1812-1878), à Vienne et à Brunswick. Sa mère Nanny, née Langenheim, était la fille de l'avocat et notaire de Brunswick Friedrich Wilhelm Langenheim.
Voigtländer encouragea très tôt les dons de Sommer en mathématique. Il l'envoya à partir de 1851 comme jeune élève au Collegium Carolinum réputé de Brunswick. De même, Sommer reçut pendant ses jeunes années à Vienne (de 1845 à 1849) une formation de base en musique. Voigtländer s'opposa au souhait de Sommer d'étudier la musique et lui fit suivre des études de mathématiques et de physique à Göttingen (1854-1858). Richard Dedekind, avec lequel Sommer entretint des relations plus étroites et qui lui avait donné auparavant des cours en privé à Brunswick, fut en quelque sorte son mentor. Il l'incita à adhérer à l'association d'étudiants Brunsviga (de). Sommer suivit aussi des cours d'histoire, de philosophie auprès de Rudolf Hermann Lotze et de composition.

## Œuvres
Sommer a écrit des lieder, des opéras et de la musique de chambre.

## Discographie (sélection)
- Sapphos Gesänge - Elisabeth Kulman, mezzo-soprano ; Bo Skovhus, baryton ; Bamberger Symphoniker et Bayerische Staatsphilharmonie, dir. Sebastian Weigle (mai 2010, SACD Tudor) (OCLC 822589082)
- Ballades et romances - Sebastian Noack, baryton ; Manuel Lange, piano (juin 2013, Avi-Music) (OCLC 1039695739)
- Musique de chambre : Quatuor avec piano ; Trio avec piano ; Romance - Hartmut Rohde, alto et Trio Image : Gergana Gergova, violon ; Thomas Kaufmann, violoncelle ; Pavlin Nechev, piano (septembre 2014, SACD Deutschlandradio/Avi-Music) (OCLC 1027739570 et 981898341)
- Mignons Sehnen, lieder - Constance Heller, mezzo-soprano ; Gerold Huber, piano (2018, Solo Musica) (OCLC 1046682000)